# Asota stigmatica
Asota stigmatica är en fjärilsart som beskrevs av Rothschild 1897. Asota stigmatica ingår i släktet Asota och familjen nattflyn. Inga underarter finns listade i Catalogue of Life.